# 1984 (1984년 영화)
1984(Nineteen Eighty-Four)는 1984년 영국에서 제작된 마이클 래드포드 감독의 드라마, SF, 스릴러, 멜로/로맨스 영화이다. 존 허트 등이 주연으로 출연하였고 사이몬 페리 등이 제작에 참여하였다.
조지 오웰의 1949년의 동명의 소설 1984에 기반을 둔다.

## 출연

### 주연
- 존 허트
- 리차드 버튼

### 조연
- 수잔나 해밀턴
- 시릴 쿠삭

## 제작진
- 원작자: 조지 오웰
- 공동제작: 앨 클락
- 공동제작: 로버트 덴버록스
- 미술: 알랜 캐머런
- 의상: 엠마 포테스
- 배역: 레베카 하워드